# Cricotopus motatrix
Cricotopus motatrix är en insektsart som först beskrevs av Carl von Linné 1758. Cricotopus motatrix ingår i släktet Cricotopus, och familjen fjädermyggor. Inga underarter finns listade i Catalogue of Life.